# Palazzo dei Commestibili
Der Palazzo dei Commestibili ist ein neoklassizistischer Palast aus den 1920er-Jahren im Zentrum von Caserta in der italienischen Region Kampanien. Er liegt an der Piazza Giacomo Matteotti (bekannter unter dem Namen Piazza Mercato, dt.: Marktplatz) und der Via Filippo Turati, 34. Heute beherbergt das ehemalige Marktgebäude mit hufeisenförmigem Grundriss, das mit einer langen Vorhalle versehen ist, eine Galerie für Moderne Kunst.